# Saengchai Suntornwat
Saengchai Suntornwat (thaï : แสงชัย สุนทรวัฒน์), né le 12 juin 1943 à Prachinburi, est un avocat, journaliste et écrivain thaïlandais,, auteur de la célèbre chronique Fud Fid Fo Fi  et a administrateur de MCOT (en) (un radiodiffuseur public thaïlandais appartenant à l'État) entre 1993-1996.

## Biographie
Saengchai Suntornwat est né le 12 juin 1943 dans l'amphoe de Mueang Prachinburi, dans la province de Prachinburi. Il est le fils de Pradit et de Boonyuen Suntornwat, le frère cadet de Somchai Suntornwat, vice-ministre de l'Intérieur. Il a d'autres frères et sœurs, dont Amphai Trisuwan, Amnuay Suntornwat, une nonne de l'Utah, et Amnat Suntornwat, ancien président du Thai Council au Texas et ancien président du World Boxing Council.
Sangchai Suntornwat était marié à Watcharee Suntornwat et eut un fils, Issara Suntornwat, ancien membre de la Chambre des représentants.
Saengchai  Suntornwat mourut assassiné par arme à feu le 11 avril 1996.

### Études
Sangchai Suntornwat fut diplômé de l'école secondaire Amnuay Silpa et de l'école de Triam Udom Suksa, et il passa ensuite son premier cycle en droit à l'Université Thammasat puis une maîtrise en droit des États-Unis. Il reçut un doctorat honorifique en philosophie de l'université Ramkhamhaeng

### Travail
Saengchai travailla comme avocat aux États-Unis, et il possédait a également une entreprise de restauration avant de commencer à travailler dans l'industrie des médias et d'être chroniqueur pour des journaux en 1982.
Saengchai est devenu célèbre en tant que chroniqueur pour la rubrique Fud Fid Fo Fi du journal Thai Rath.
À son retour en Thaïlande en 1983, Sangchai a continué à travailler dans le droit. Plus tard, en 1989, il devint directeur général de Channel 7  pendant onze mois. En 1990, Sangchai fut nommé directeur d'une structure relevant du ministère de la Défense où il resta près de 4 ans. En 1993, Sangchai prit le poste de directeur de l'Organisation de communication de masse de Thaïlande (MCOT).